# Fortunato Baldelli
Pour les articles homonymes, voir Baldelli.
Fortunato Baldelli, né le 6 août 1935 à Valfabbrica dans la province de Pérouse en Ombrie et mort le 20 septembre 2012 à Rome en Italie, est un cardinal italien, Grand pénitencier de la Sainte Église catholique de 2009 à 2012.

## Biographie
Fortunato Baldelli est ordonné prêtre le 18 mars 1961. Il est diplômé en droit canonique. Entré au service de la diplomatie du Saint-Siège en 1966, il a travaillé à Cuba (en) et en Égypte.
Sa carrière se poursuit à la Secrétairerie d'État et au Conseil des Affaires publiques de l'Église, puis au Conseil de l'Europe à Strasbourg, comme envoyé spécial avec une fonction d'observateur permanent du Saint-Siège.
Le 12 février 1983, Jean-Paul II le nomme évêque avec le titre d'archevêque in partibus de Mevania (de), et l'envoie comme délégué apostolique en Angola (en). En 1985, il est nommé pro-nonce apostolique à Sao Tomé-et-Principe (en), puis en 1991 nonce apostolique en République dominicaine (en) puis en 1994 au Pérou. 
Il est nommé nonce apostolique en France le 19 juin 1999, succédant à Mario Tagliaferri, décédé le 21 mai 1999, il remet ses lettres de créances au président Jacques Chirac le 2 novembre 1999.
Fortunato Baldelli parle français, espagnol et portugais. Le 2 juin 2007, il baptise la princesse Eugénie de Bourbon, fille du prince Louis de Bourbon et de son épouse, Marie-Marguerite Vargas Santaella, à la nonciature apostolique de Paris.
Le 2 juin 2009, il est rappelé à la Curie romaine où il est placé à la tête de la Pénitencerie apostolique devenant ainsi Grand pénitencier (ou Pénitencier majeur) de la Sainte Église catholique, poste où il succède au cardinal Stafford.
Il se retire le 5 janvier 2012 ayant dépassé la limite d'âge et est remplacé par Manuel Monteiro de Castro. 

### Cardinal
Il est créé cardinal par Benoît XVI lors du consistoire du 20 novembre 2010. Il reçoit alors le titre de cardinal-diacre de Sant'Anselmo all'Aventino.